# Chironomus holomelas
Chironomus holomelas är en tvåvingeart som beskrevs av Keyl 1961. Chironomus holomelas ingår i släktet Chironomus och familjen fjädermyggor. Inga underarter finns listade i Catalogue of Life.